# Dołbianki
Dołbianki (biał. Даўбянкі; ros. Долбенки) – wieś na Białorusi, w obwodzie grodzieńskim, w rejonie brzostowickim, w sielsowiecie Brzostowica.
W dwudziestoleciu międzywojennym wieś leżała w Polsce, w województwie białostockim, w powiecie grodzieńskim, w gminie Brzostowica Mała.
Według Powszechnego Spisu Ludności z 1921 roku wieś zamieszkiwało 165 osób, wszystkie były wyznania prawosławnego. Jednocześnie 53 mieszkańców zadeklarowało polską przynależność narodową a 112 białoruską. Było tu 28 budynków mieszkalnych.